# Thợ săn quái vật (phim truyền hình)
The Witcher là một sê-ri phim truyền hình chính kịch kỳ ảo của Mỹ được sản xuất bởi Lauren Schmidt Hissrich. Phim được xây dựng dựa trên bộ sách cùng tên của nhà văn người Ba Lan Andrzej Sapkowski. Phần phim đầu tiên, bao gồm tám tập, đã được phát hành toàn bộ trên nền tảng Netflix vào ngày 20 tháng 12 năm 2019. Mùa thứ hai của sê-ri này được công bố sẽ phát hành vào năm 2021.
Lấy bối cảnh bên trong thế giới hư cấu thời trung cổ tại một vùng đất được gọi là "Lục địa", The Witcher kể về câu chuyện của những con người mang theo định mệnh gắn liền với nhau, bao gồm chàng thợ săn quái vật cô độc Geralt xứ Rivia (Henry Cavill), nàng phù thủy Yennefer xứ Vengerberg (Anya Chalotra) và công chúa của Cintra, Ciri (Freya Allan). Mùa đầu tiên của phim được dựa trên các đầu truyện The Last Wish và Sword of Destiny, một chuỗi các truyện ngắn kể về những sự kiện diễn ra trước khi cốt truyện chính Witcher bắt đầu. Phần phim đã giúp khán giả tìm hiểu được những sự kiện gắn liền giữa ba nhân vật chính, trước khi họ có cuộc gặp gỡ đầu tiên với nhau.

## Diễn viên và nhân vật

### Nhân vật chính
- Henry Cavill trong vai Geralt xứ Rivia, một thợ săn quái vật (Witcher) tài giỏi, c nhiều chiến công lừng lẫy
- Freya Allan trong vai Cirilla/"Ciri", công chúa kế vị của Cintra, cháu ngoại của Nữ hoàng Calanthe, nắm giữ khả năng phép thuật chưa được khai phá.
- Eamon Farren trong vai Cahir Mawr Dyffryn aep Ceallach, thủ lĩnh quân đội của Nilfgaardia, người dẫn đầu cuộc chinh phạt xứ Cintra và đang tìm cách truy bắt Cirilla.
- Anya Chalotra trong vai Yennefer xứ Vengerberg, phù thủy có huyết thống yêu tinh và đã nhiều lần gặp mặt Geralt.
- Joey Batey trong vai Jaskier, chàng ca sĩ kết bạn và cùng đồng hành với Geralt trên hành trình săn quái vật.
- MyAnna Buring trong vai Tissaia de Vries, là người thầy của Yennefer và là Hiệu trưởng của Aretuza, một học viện đào tạo các nữ pháp sư.
- Royce Pierreson trong vai Istredd, một phù thủy tinh thông và cũng là một nhà sử học, đã từng kết bạn với Yennefer tại Aretuza.
- Mimi Ndiweni trong vai Fringilla Vigo, một nữ phù thủy từng là đồng môn của Yennefer, về sau cô đã trở thành một trong những thủ lĩnh của quân đoàn Nilfgaardia bên cạnh Cahir.
- Wilson Radjou-Pujalte trong vai Dara, một cậu bé yêu tinh, cậu kết bạn với Cirilla khi đang chạy nạn sau sự kiện Tàn sát ở Cintra.
- Anna Shaffer trong vai Triss Merigold, một nữ phù thủy trong hội đồng pháp sư của Temeria và là cố vấn của Vua Foltest.
- Mahesh Jadu trong vai Vilgefortz xứ Roggeveen, một phù thủy tinh thông, người đã kêu gọi những phù thủy của phương bắc tập hợp lại để chặn đứng cuộc xâm lăng của đội quân Nilfgaardia tại Sodden.

### Nhân vật phụ
- Jodhi May trong vai Nữ hoàng Calanthe, người trị vì Vương quốc Cintra và là bà ngoại của Công chúa Cirilla.
- Adam Levy trong vai Mousesack, pháp sư hoàng gia của Cintra và là cố vấn của Nữ hoàng Calanthe.
- Björn Hlynur Haraldsson trong vai Vua Eist Tuirseach, chồng của Nữ hoàng Calanthe và là ông dượng của Cirilla.
- Lars Mikkelsen trong vai Stregobor, Hiệu trưởng của Ban Ard, học viện đào tạo dành cho các nam pháp sư và những pháp sư cư trú trong thị trấn Blaviken.
- Emma Appleton trong vai Renfri xứ Creyden, là một công chúa nhưng sau này trở thành tướng cướp với biệt danh "Shrike", người cầm đầu một băng đảng tội phạm và có mối huyết thù với Stregobor.
- Maciej Musiał trong vai Ngài Lazlo, một hiệp sĩ Cintra có nhiệm vụ bảo vệ Cirilla.
- Tobi Bamtefa trong vài Ngài Danek, một chỉ huy người Cintra trong đội cận vệ hoàng gia Calanthe
- Therica Wilson-Read trong vai Sabrina Glevissig, một phù thủy từng là đồng môn của Yennefer.
- Shaun Dooley trong vai Vua Foltest, vị vua loạn luân của xứ Temeria.
- Terence Maynard trong vai Artorius Vigo, pháp sư hoàng gia Toussaint và là chú của Fringilla.
- Judit Fekete trong vai Vanelle xứ Brugge, một nữ pháp sư và là một trong những pháp sư đã hy sinh trong Trận chiến Đồi Sodden.
- Josette Simon trong vai Eithne, Nữ hoàng của người Dryad trong Rừng Brokilon.
- Nóra Trokán trong vai Tướng quân người Dryad

### Các nhân vật khác
- Mia McKenna-Bruce trong vai Marilka, một cô bé làm việc cho Stregobor.
- Amit Shah trong vai Torque, một sylvan ("quỷ có sừng") làm việc cho Filavandrel.
- Gaia Mondadori trong vai Princess Pavetta, con gái của Nữ hoàng Calanthe và là mẹ của Ciri.
- Bart Edwards trong vai Urcheon xứ Erlenwald/Duny, một hiệp sĩ bị ảnh hưởng bởi một lời nguyền khiến anh trở thành một người nhím cho tới nửa đêm, anh và Pavetta đem lòng yêu nhau và sau đó đã hứa hôn với nhau.
- Marcin Czarnik trong vai Pháp sư Ronin, một sát thủ được cử đến để ám sát Nữ hoàng Kalis và con gái của bà
- Jordan Renzo trong vai Eyck xứ Denesle, một hiệp sĩ đức hạnh.
- Ron Cook trong vai Borch Three Jackdaws, nhân dạng thật chính là rồng vàng Villentretenmerth.
- Ella-Rae Smith trong vai Fola, một nữ phù thủy trẻ của Aretuza.
- Francis Magee trong vai Yurga, một thương nhân tại Sodden được Geralt cứu thoát khỏi những con quái vật.
- Anna-Louise Plowman trong vai Zola, vợ của Yurga, người đề nghị Cirilla hãy trú ẩn tại ngôi nhà của bà ở Sodden.
- Julian Rhind-Tutt trong vai Giltine, người bỏ bùa xứ Aretuza, có khả năng đem lại hình thái cơ thể hoàn hảo cho những người khao khát sau khi họ tốt nghiệp tại học viện.

## Sản xuất

### Phát triển
Bộ tiểu thuyết The Witcher của nhà văn Andrzej Sapkowski suýt chút nữa đã bị chuyển thể thành một bộ phim độc lập, tuy nhiên, Kelly Luegenbiehl, Phó Chủ tịch mảng Phim gốc Quốc tế của Netflix, đã can ngăn các nhà sản xuất lại. Bà nói với họ, "Làm thế nào mà mấy người lại lấy tám cuốn tiểu thuyết rồi chỉ chuyển thể thành một bộ phim? Có rất nhiều nguyên liệu ở đây cơ mà. Sau nhiều cuộc hội thoại, những nhà làm phim cuối cùng cũng trở nên hứng thú với ý tưởng sử dụng kho nội dung khổng lồ của chuỗi tác phẩm để tạo nên một sê-ri phim dài tập." Đến tháng 5 năm 2017, Netflix tuyên bố rằng họ sẽ bắt đầu sản xuất phiên bản phim truyền hình ngôn ngữ Anh dựa trên chuỗi tiểu thuyết.
Đến tháng 12 năm 2017, một nguồn tin cho biết Lauren Schmidt Hissrich sẽ tham gia với vai trò là nhà sản xuất chính của dự án. Tháng 4 năm 2018, Schmidt Hissrich tiết lộ rằng kịch bản của tập đầu tiên đã được hoàn thành, và mùa đầu tiên sẽ bao gồm tám tập phim. Trong năm 2017, Andrzej Sapkowski cũng được cho biết sẽ tham gia với tư cách tư vấn sáng tạo cho chương trình, nhưng sang tháng 1 năm 2018, ông phủ nhận việc mình tham gia trực tiếp vào dự án. Tuy nhiên, ông sau đó đã có cuộc gặp mặt với Schmidt Hissrich vào tháng 4 năm 2018 và đến tháng 5 năm 2019, Hissrich tuyên bố rằng Sapkowski sẽ có mặt trong đội ngũ sáng tạo của chương trình truyền hình này. Vào tháng 8, thiết kế sản xuất của dự án được tiết lộ là Andrew Laws. Đến tháng 12, Radio Times thông báo 2 vị đạo diễn là Alik Sakharov và Charlotte Brändström sẽ góp mặt trong dự án.
Netflix tuyên bố sẽ tiếp tục việc sản xuất mùa thứ hai của chuỗi phim từ ngày 13 tháng 11 năm 2019, trong đó việc ghi hình sẽ diễn ra tại London vào đầu năm 2020, lịch phát sóng được lên kế hoạch là vào năm 2021.

### Kịch bản
Mùa đầu tiên được kể theo một mạch truyện phi tuyến tính dàn trải trên những khoảng thời gian khác nhau, Hissrich nói rằng cốt truyện này được lấy cảm hứng từ bộ phim Dunkirk do Christopher Nolan đạo diễn năm 2017. Hissrich nói rằng câu chuyện về Yennefer kéo dài trong suốt 70 năm còn Ciri thì chỉ trong khoảng 2 tuần. Hissrich cũng cho biết Yennefer và Cirilla đã được tập trung nhiều hơn để người xem có thể hiểu hơn về họ, thông qua những câu chuyện bên lề, những lý do đằng sau hành động của họ, chặng đường họ đã đi qua, và cả những thay đổi của họ. Đối với mùa thứ hai, Hissrich chia sẻ rằng câu chuyện sẽ được xây dựng dựa trên nền tảng của mùa đầu tiên, dần trở nên tập trung hơn, và khi đó các nhân vật sẽ có nhiều thời gian để tương tác với nhau hơn.

### Tuyển diễn viên
Vào tháng 9 năm 2018, Netflix thông báo rằng Henry Cavill sẽ thủ vai Geralt xứ Rivia, sau quá trình sàng lọc từ hơn 200 ứng viên. Tháng 10 năm 2018, Anya Chalotra và Freya Allan được lựa chọn cho nhân vật Yennefer xứ Vengerberg và Công chúa Cirilla, tiếp đó, Jodhi May, Björn Hlynur Haraldsson, Adam Levy, MyAnna Buring, Mimi Ndiweni và Therica Wilson-Read cũng tham gia vào dự án. Dàn diễn viên sau đó tiếp tục được công bố vào các tháng tiếp theo, trong đó có thể kể tới Eamon Farren, Joey Batey, Lars Mikkelsen, Royce Pierreson, Maciej Musiał, Wilson Radjou-Pujalte và Anna Shaffer.